# Теракт в Карачи (февраль 2010)
Террористический акт в Карачи произошёл 5 февраля 2010 года, целью атаки стали мусульмане-шииты. На месте двух взрывов погибли 25 человек, ещё 50 получили ранения различной степени тяжести. Ответственность за теракт взяла на себя радикальная суннитская группировка «Техрик-е Талибан Пакистан».

## Ход атаки
5 февраля 2010 года террорист-смертник двигаясь на мотоцикле взорвал себя возле автобуса в котором ехали шиитские паломники. На месте взрыва погибло 12 человек. Спустя час после теракта произошёл еще один взрыв, второй террорист-смертник взорвал себя возле входа в больницу в которую привезли раненных паломников из автобуса. В результате двух терактов погибло 25 человек. Шиитское население Карачи провело массовые акции протеста против религиозного насилия в Пакистане.